# ビートたけし殺人事件
ビートたけし殺人事件（ビートたけしさつじんじけん）とは、そのまんま東こと東国原英夫原作・ビートたけし主演のTBSテレビのテレビドラマである。

## 製作の経緯
ビートたけしとたけし軍団の一部が起こしたフライデー襲撃事件により芸能活動を自粛していた東国原が執筆した推理小説である。通常の推理小説とは違い、序盤は東国原がどのようにしてビートたけしの弟子「そのまんま東」になったか、という経緯から描かれており、たけしにアドバイスされた「お笑いは常に戦国だ」という言葉と、読めと言われた「平家物語」が事件のヒントとなっている。内容に関しては「たけし軍団の1人」の目線で描かれている。また、『オレたちひょうきん族』末期にビートたけしが収録を休んでいた理由までも詳しく書かれている。

## 放送に関して
通常は2時間ドラマとして放送される内容であるが、このドラマは30分枠の「ドラマ23」にて全4回で放送されている。ビデオにはまとめて2時間ドラマ風に納められている。
製作はTBSであるが、事件の捜査（トリック）においてフジテレビがどうしても必要だったことで、当時としては珍しい、他局にて事件現場（ビートたけしの死体発見現場）としてスタジオが使用されている。また、資料映像として、当時たけしの冠番組およびメインで出演していたすべてのテレビ番組（『風雲!たけし城』『天才・たけしの元気が出るテレビ!!』『ビートたけしのスポーツ大将』『オレたちひょうきん族』）のオープニング映像がテレビ局の枠を超えて流された。そのためエンドロールの資料提供の部分では、スタジオを貸したフジテレビとともに映像を貸した日本テレビ・テレビ朝日もクレジットされている。
事件のトリックとして、脳移植がテーマになっており、現実ではありえない事件の内容となっている。
アイキャッチでは「ビートたけし殺人事件」と共に、そのまんま東のナレーションをバックにビートたけしと軍団の集合写真が使用されているが、殺害された軍団はアイキャッチごとに黒いシルエットに変化していく演出がなされている。
ドラマでは出演していないが、原作ではビートたけしの母である北野さきが登場し、ビートたけしの生い立ちを調べていたそのまんま東の情報提供者として登場している。また、たけし軍団以外のメンバー（つまりたけし軍団セピア）も登場しており、会議場所になった東の家に10人以上集まるという流れになっているが、ドラマではごちゃごちゃになるという事と、原作でもセピアは誰一人として死んでいないので出演していない。またドラマで登場するかとうかずこは原作には一切登場しておらず、ドラマをより面白くするためのオリジナルキャラクターである。
この原作とドラマが好評だった為、ビートたけし殺人事件放送10ヶ月後に「ビートたけし殺人事件　失われた魔人の伝説」というオリジナルドラマが放送された。これは2時間ドラマとして放送されたが、前作とは全く違う内容となっており、登場人物であるトローリーも架空の人物として登場しオリジナル作品として仕上がっている。前作の原作者である東は、「タイトルどおり、インディ・ジョーンズを目指している」と、冒険ドラマに仕上がったとコメントしている。（下記詳細）
どちらの作品もビデオ化されているがDVD化・ネット配信は行われていない。パート1に関してはTBSのドラマDVDボックスを購入した人が応募できるプレゼントとしてDVDが制作されている。

## あらすじ

### パート1
ある日、夜まで仕事がオフだったそのまんま東が自宅で睡眠をとっていた。すると突然弟弟子のラッシャー板前から、「殿（ビートたけしの愛称）がいなくなった」と連絡が入る。東は、「いつものことだ」と思っていたが、何度も電話をするので、不審には思ったものの、殿の事なので、この日放送される『ビートたけしのオールナイトニッポン』でひょいと現れると思いニッポン放送で待ち構えていたのだが、その場にも現れなかった。
翌日太田プロ（当時、たけしと軍団が所属していた事務所）に軍団全員が集められ、改めて「ビートたけしがいない」と判断した事を伝えた。その為、他のレギュラー番組を太田プロの芸人で穴埋めすると言われホッとしていたのも束の間、東が自宅に帰ると、警察の人が待ち構えており、井口薫仁（ガダルカナル・タカ の本名）が転落死したと告げられる。
そして、数日前に公園で死亡した浮浪者が、たけし失踪に大きく関わっていた。

### パート2
ある日。軍団全員がビートたけしの自宅に招待され、待機するように連絡を受けていた。すると、たけしの家に電話が掛かってきて、警察から、「ビートたけしが死亡した」という連絡を受ける。驚いた軍団は事件現場に急行すると、川の上にある橋でビートたけしが首を吊って死んでおり、驚きを隠せなかったが、突然ビートたけしは生き返りこれがドッキリであった事を告白する。
その後、ニュースでビートたけしの元相方であるトローリー（ビートきよしとは別人）が浅草の劇場で飛び降り自殺をしたと報道される。東が訪ねると、娘が対応してくれて「父は数年前から酒びたりだった」と告白され、その原因が元相方のたけしにあると主張していた。しかも、自殺にたけしが関与している疑惑が浮上し、自殺する寸前、たけしに似た男とトローリーが言い争っている事を目撃されていた。そんな折、たけしが突然、タイ・バンコクに行くと言い出し、一緒に軍団のつまみ枝豆と大森うたえもんと連れ飛び立ってしまう。

## 出演者・放送時間
パート1
1989年1月16日(月)～19日（木）［23:00～23:27］　全4回
そのまんま東 ビートたけし かとうかずこ 大森うたえもん ガダルカナル・タカ つまみ枝豆 ダンカン 井手らっきょ 松尾伴内 柳ユーレイ ラッシャー板前 グレート義太夫 初井言榮 小松方正
パート2
1989年10月7日(土) ［21:30～23:48］
そのまんま東 ビートたけし　名取裕子 川谷拓三 浜村純 かとうかずこ 鶴田忍 伊藤麻衣子 たけし軍団（大森うたえもん ガダルカナル・タカ つまみ枝豆 ダンカン 井手らっきょ 松尾伴内 柳ユーレイ ラッシャー板前 グレート義太夫 ）

## 共通スタッフ
- 脚本：奥村俊雄
- 演出：難波一弘
- プロデューサー=近藤邦勝、桂邦彦

## 関連作品
- 明石家さんま殺人事件 - 東国原が執筆した推理小説の第2作目で、作品としては『オレたちひょうきん族』が舞台になっているため制作・放送はフジテレビが行なった。主役は明石家さんまで、ビートたけし殺人事件とは違い、『ひょうきん族』の実際のスタッフも俳優として出演している。
- 伝言ダイヤル殺人事件 - 上記2冊がヒットしドラマも制作されたために作られた作品。しかしドラマ化されていない幻の作品。
- 和田アキ子殺人事件 - TBSにて2007年2月12日放送。公式サイトでは「TBSでは、来たる2007年2月に単発ドラマ『和田アキ子殺人事件』を放送する。ビッグスターの名前を配した“殺人事件モノ”としては、これが1989年の『ビートたけし殺人事件　失われた魔人の伝説』（TBS）以来の企画となる。」と本作について触れていた。
- お台場探偵羞恥心 ヘキサゴン殺人事件 - フジテレビにて2008年8月6日放送。当時放送されていた『クイズ!ヘキサゴンII』のスピンオフ企画として放送された。主役は羞恥心で、『実際のタレントが殺害される』『終盤の展開』など、ビートたけし殺人事件を踏襲している。

| TBS系列 ドラマ23                                                       | TBS系列 ドラマ23                                      | TBS系列 ドラマ23                                          |
| 前番組                                                                 | 番組名                                                | 次番組                                                    |
| ---------------------------------------------------------------------- | ----------------------------------------------------- | --------------------------------------------------------- |
| パパが私で私がパパで （1989.1.4 - 1.12）                               | ビートたけし殺人事件 （1989.1.16 - 1.19）             | コント赤信号の ゴールドラッシュ （1989.1.23. - 1.26）     |
| TBS系列 ドラマチック22                                                 |                                                       |                                                           |
| 対決!江戸っ子姑と 浪花っ子姑2 ※22:00 - 23:54 （1989.9.30） 【MBS制作】 | ビートたけし殺人事件 失われた魔人の伝説 （1989.10.7） | ちょっとだけ覗かせて 結婚編 ※22:30 - 24:24 （1989.10.14） |